# هلا خاشقجي
هالة إيهاب خاشقجي (مواليد 11 أكتوبر 1999) هي لاعبة كرة قدم سعودي تلعب في مركز الدفاع في الدوري السعودي للسيدات نادي الاتحاد.

## المسيرة الكروية
لعبت هالة مع فريق نسور جدة في بطولة اتحاد جنوب آسيا لكرة القدم للسيدات.
منذ استحواذ الاتحاد على نادي جدة إيجلز في عام 2022، لعبت هالة في الدوري السعودي الممتاز للسيدات 2022–23.
في أبريل 2023، جدد نادي الاتحاد عقد اللاعبة هالة خاشقجي، لتلعب معهم في الدوري السعودي الممتاز للسيدات 2023–24.

## المسيرة الدولية
في 7 فبراير 2024، قرر المدرب الإسباني لويس كورتيس استدعاء هالة إلى منتخب السعودية قبل مشاركته في بطولة اتحاد غرب آسيا للسيدات 2024.

## الحياة الشخصية
أثناء لعبها لكرة القدم، درست هالة خاشقجي الطب لتصبح طبيبة.